# Рачунар
1. Монитор
2. Матична плоча
3. Централни процесор
4. ATA
5. Радна меморија
6. Додатне картице
7. Напајање
8. Оптички уређаји
9. Хард диск
10. Тастатура
11. Миш

Рачунар или компјутер (енгл. computer, од лат. computare: сабирати, рачунати), сложени уређај који служи за извршавање математичких операција или контролних операција које се могу изразити у нумеричком или логичком облику. Рачунари су састављени од компонената које обављају једноставније, јасно одређене функције. Комплексна интеракција тих компонената омогућава рачунар да обрађује информације.
Конвенционално, рачунар се састоји од процесорског елемента, типично централне процесорске јединице (CPU), и неког вида меморије. Процесорски елемент изводи аритметичке и логичке операције, а секвенцирајућа и контролна јединица могу да промене редослед операција у одговору на сачувану информацију. Периферни уређаји омогућавају повраћај информације из спољашњих извора, те они извршавају записивање и читање.
Механички аналогни рачунари су почели да се појављују у првом веку и касније су коришћени у средњем веку за астрономске прорачуне. Током Другог светског рата, механички аналогни рачунари су коришћени за специјализоване војне намене. Током тог времена развијени су први електронски дигитални рачунари. Оригинално они су били величине велике собе, конзумирајући количину енергије једнаку количини неопходној за напајање неколико стотина модерних персоналних рачунара (PC).
Способности модерних рачунара базираних на интегрисаним колима су милионима или милијардама пута веће од раних машина, и они заузимају малу део простора неопходног за смештај раних рачунара. Једноставни рачунари су довољно мали да се сместе у мобилне уређаје, и мобилни рачунари се могу напајати малим батеријама. Лични рачунари у њиховим различитим облицима су иконе информационог доба и они су оно што већина људи сматра „рачунарима“. Међутим, уграђени рачунари, присутни у многим уређајима од MP3 плејера до борбених авиона и од играчака до индустријских робота, су најбројнији.

## Етимологија
Прва позната употреба речи „рачунар“ у енглеском језику долази из 1613. године из књиге зване „Скупљања младог човека” (енгл. „The Yong Mans Gleanings“-) енглеског писца Ричарда Брајтвајта: „Читао сам дела најистинитијег рачунара свих времена, и најбољег аритметичара који је икада дисао, и он своди твоје дане на мали број.”. У овој реченици, реч се односи на особу која врши прорачуне, или израчунавања. Реч је задржала то значење до средине 20. века. Од краја 19. века реч је почела да поприма њено познатије значење, машина која врши прорачуне.

## Основни принципи
Рад рачунара може бити заснован на кретању механичких делова, електрона, фотона, квантних честица или неке друге физичке појаве. Иако се рачунари могу изградити на многим постојећим технологијама, готово сви данашњи модели садрже у себи електроничке компоненте.
Код већине данашњих рачунара задати проблеми се у бити решавају претварањем свих релевантних информација у математичке релације кориштењем бинарног система.
Након што рачунар изврши израчунавање задатог проблема, резултат се приказује на кориснички приступачан начин: преко сигналних лампи, LED екрана, монитора, штампача и др.
Почетници у раду са рачунарима, нарочито деца, често не могу схватити чињеницу да су рачунари само уређаји и да не могу „мислити“ односно „разумети“, чак ни оно што прикажу као резултат свог „рада“. Слике, боје, ријечи и др. које видимо на екрану рачунарског монитора су само програмирани прикази које људски мозак препознаје и даје им значење и смисао. Рачунар просто манипулира токовима електрона којима, на свом осоновном нивоу функционисања - транзистору, додељује логичке вредности нула или један, односно, стању „нема напона“ или „има напона“. До сада нам није познат начин којим би се успешно имитирало људско размишљање или самосвесност.

### Велики централни рачунари ()
Велики централни рачунари (енгл. mainframes) су довели до уведа удаљених (тзв. „глупих“) терминала који су имали монитор и тастатуру за унос података у једном кућишту али се обрада података и даље обављала у главном (и једином) рачунару.
Касније су се појавили и „интелигентни“ терминали који су део операција могли да обављају сами. Википедија, данас, је у електронском смислу организована на сличан начин - главни рачунар је у САД а интелигенти терминали (PC рачунари) код корисника. Интернет има улогу „мреже“.

### Битне одреднице за конструктивна рјешења

#### Бинарни или децимални?
Важан корак напред у развоју дигиталног рачунарства било је увођење бинарног система за унутрашње нумеричке процесе. Овим је престала потреба за комплексним извршним механизмима које су били засновани на другим нумеричким системима, нпр. децималном или хексадецималном. Усвајање бинарног система је довело до поједностављених конструктивних решења код имплементације аритметичких функција и логичких операција и поједностављених склопова и компонената самог рачунара.

#### Могућност програмирања
Могућност да се рачунар програмира, тј. опреми низом извршних инструкција без потребе за физичко-конструктивним изменама, је основна функционална карактеристика већине рачунара. Ова особина је значајно унапређена њиховим развојем до степена на којем су били способни контролисати редослед извршавања инструкција на основу података добијених током самог вршења одређеног програма. Ово конструктивно унапређење је још више поједностављено увођењем бинарне аритметике којом се могу представити различите логичке операције.

#### Смештај података
Током рачунских операција често је потребно похранити међувредности („два пишем а један памтим“) које ће се употребити у даљем рачунању. Брзина неког рачунара је најчешће ограничена брзином којом се вредности читају/записују из/у меморију и њеним капацитетом. Првобитно је замишљено да се меморија користи само за поменуте међувредности, међутим, убрзо су се и сами програми почели похрањивати на овај начин и то се увелико примењује код данашњих рачунара.

## Принцип рада
Иако се технологија израде рачунара значајно изменила од времена првих електроничких модела саграђених 1940-их, још увек је већина данашњих решења заснована на фон Нојмановој архитектури. Рачунар као склоп састављен од три главна дела:
1. Микропроцесор заједно са аритметичко-логичком јединицом
2. меморија,
3. — улазни и излазни склопови.

Ови делови су међусобно повезани мноштвом проводника који се зове магистрала или сабирница (енгл. bus). Сви су обично погоњени временским уређајем (тајмер, сат, генератор такта), мада и други догађаји могу погонити контролне склопове.

### Меморија
Овде подразумевамо да је меморија низ нумерисаних ћелија, од којих свака садржи делић информације. Информација може бити инструкција којом се рачунару задаје неки задатак. Ћелија може садржавати и податак који је потребан рачунару да би извршио неку инструкцију. У сваком случају, било која од ћелија може садржавати делић информације који у датом тренутку може представљати податак а већ у следећем - инструкцију. Значи, садржај меморијских ћелија се непрестано мења.
Величина сваке ћелије и њихов број, разликује се од рачунара до рачунара а и технологије израде током њиховог развоја су биле битно различите. Тако смо имали електромеханичке меморије - релеје, цеви испуњене живом у којима су се стварали звучни пулсеви, матрице сталних/трајних магнета, појединачних транзистора, све до интегралних кола са више милиона дискретних и активних елемената.

### Микропроцесор
Аритметичко-логичка јединица (енгл. Arithmetic Logical Unit, ALU) врши основне аритметичке операције (сабирање, одузимање и др.), логичке операције (`И`, `ИЛИ`, `НЕ`) и упоређивање, нпр. да ли се садржај два бајта подудара. У овој јединици се у ствари одрађује главни посао.
Контролна јединица води рачуна о томе који бајтови у меморији садрже инструкцију коју рачунар тренутно обрађује, одређује које операције ће ALU извршавати, налази информације у меморији које су потребне за те операције и преноси резултате на одговарајућа меморијска места. Када је то обављено, контролна јединица иде на наредну инструкцију (обично смештену на следећем меморијском месту) уколико инструкција не говори рачунару да је следећа инструкција смештена негде другде.
Када се позива на меморију, дата инструкција може на различите начине одредити одговарајућу меморијску адресу. Уз то, неке матичне плоче подржавају два или више процесора. Такве обично налазимо код сервера/послужитеља.

### Улаз и излаз
Путем улаза и излаза (енгл. Input/Output, I/O), рачунар добија информације из спољног света и шаље резултате назад. Постоји широк спектар I/O уређаја: од обичних тастатура, преко мишева, монитора, дискетних погона, CD/DVD (оптичких) погона, штампача, све до скенера и камера.
Заједничка особина свих улазних јединица је да претварају информације одређене врсте у податке који даље могу бити обрађени у дигиталном систему рачунара. Насупрот томе, излазне јединице претварају податке у информације које корисник рачунара може разумети. У овом случају, дигитални систем рачунара представља систем за обраду података.

### Инструкције
Рачунарске инструкције нису богате као што је људски језик. Рачунар познаје само ограничен број јасно дефинисаних и једноставних инструкција. Ево неколико примера: „копирати садржај ћелије 7 у ћелију 19“, „ако је садржај ћелије 999 већи од 1, слиједећа инструкција се налази у ћелији 100“, „садржај ћелије 6 одузети садржају ћелије 33 а резултат уписати у ћелију 50“.
Инструкције су у рачунару представљене бинарним системом бројева. Операција „копирај“ је, нпр. код Интелових микропроцесора у бинарном систему представљена овако: 10110000. Одређени низ инструкција које одређени рачунар може разумети назива се машински језик. У стварности, људи не стварају инструкције директно у машинском језику већ користе програмске језике које се преводе у машински језик путем посебних рачунарских програма „преводилаца“ и компајлера. Неки програмски језици су веома блиски машинском језику, као што је Асемблер а други, као Пролог, су засновани на апстрактним принципима који имају мало сличности са стварним операцијама унутар рачунара.

### Архитектура
Код данашњих рачунара, аритметичко-логичка и контролна јединица смештени су на једном интегралном колу којег називамо централна процесорска јединица (енгл. CPU — central processing unit). Меморија рачунара смештена је на неколико малих интегралних кола поред централног процесора. Несразмерно велики дио укупне масе рачунара у ствари је садржан у систему напајања електричном енергијом - напојна јединица и I/O уређајима.
Неки од већих рачунара разликују се од горе описаног модела углавном по већем броју процесора и контролних јединица који раде симултано. Додајмо овоме да и неки рачунари, чија је искључива намена научно истраживање и рачунање, имају сасвим другачију архитектуру и због другачијег, нестандардизираног начина програмирања, нису нашли ширу комерцијалну примјену.
Дакле, у бити, принцип функционисања рачунара је прилично једноставан; код сваког такта, рачунар повлачи инструкције и податке из своје меморије, извршава инструкције, похрањује резултате и понавља циклус. Понављање се врши све до наиласка на инструкцију "стоп".

### Програми
Рачунарски програми је низ инструкција које рачунар треба извршити, некад укључујући и табеле података. Много рачунарских програма садржи милионе инструкција и много њих се непрекидно понавља. Типични модерни лични рачунар (енгл. PC — personal computer) може извршити неколико милијарди инструкција у секунди. Изванредне способности рачунара нису последица извршавања сложених инструкција већ милиона једноставних које програмери уобличавају у сврсисходне функције. Добар програмер, на пример, изради низ инструкција којим се извршава неки једноставан задатак као што је исцртавање једне тачке на екрану и тај низ затим учини доступним другим програмерима.
Садашњи рачунари су у стању извршавати неколико програма истовремено. У стварности, одређено кратко време процесор извршава инструкције једног програма а затим се пребацује на други програм и извршава део његових инструкција. То одређено кратко време често називамо временски исечак. Овај начин рада ствара илузију извршавања неколико програма истовремено а у стварности се ради о томе да програми деле процесорско „радно време“. Оперативни систем је програм који најчешће има улогу контролисања оваквог дељења процесорског времена.

#### Оперативни систем
Да би рачунар радио, барем један програм мора бити непрестано у функцији. Под нормалним условима, тај програм је оперативни систем (енгл. OS — operating system). Оперативни систем одлучује који ће програм у датом тренутку бити извршаван, колико и којих ресурса ће му бити додељено (меморија, I/O) и сл. OS такође обезбеђује такозвани апстрактни омотач око хардвера и програмима дозвољава приступ преко сервиса као што су управљачки програми (енгл. drivers) који омогућавају програмерима писање програма без потребе за познавањем интимних детаља о свим прикљученим уређајима.

### Рачунарске мреже и Интернет
Рачунари су коришћени за координирање информације између вишеструких локација од 1950-их година. Амерички војни  систем је био први пример таквог система на великој скали, што је довело до развоја бројних комерцијалних система специјалне намене као што је .
Током 1970-их година, рачунарски инжењери у истраживачким институцијама широм САД су почели да повезују рачунаре користећи телекомуникациону технологију. Иницијативу је финансирала ARPA (данас DARPA), а рачунарска мрежа која је произашла се звала ARPANET. Технологије које омогућиле постојање Арпанета су се прошириле и еволуирале.
Временом се мрежа проширила изван академских и војних институција и постала је позната као Интернет. Појава умрежавања је била праћена редефинисањем природе и граница рачунара. Рачунарски оперативни системи и апликације су модификовани како би обухватили способност дефинисања и приступа ресурсима других рачунара на мрежи, као што су периферни уређаји, записане информације, и слично, као облик проширења ресурса појединачних рачунара. Иницијално су инсталације биле доступне само људима који су радили у високо техничким окружењима, док током 1990-их ширење апликација попут имејла и World Wide Web, у комбинацији са развојем јефтине, брзе мрежне технологије попут Етернета и  није омогућило свеприсутност рачунара. У ствари, број умрежених рачунара и даље доживљава феноменални раст. Веома велика порција персоналних рачунара се регуларно повезује за Интернет ради комуникације и пријема информације. „Бежично“ умрежавање, које често користи мреже мобилних телефона, је омогућило да рачунарско умрежавање постане свеприсутно и у мобилном рачунарском окружењу.

### Парадигми рачунарске архитектуре
Постоје бројни типови рачунарских архитектура:
- Квантни рачунар vs хемијски рачунар
- Скаларни процесор vs векторски процесор
- Рачунари са неједноличним приступом меморији (NUMA)
- Регистарска машина vs стек машина
- Харвардска архитектура vs фон Нојманова архитектура
- Целуларна архитектура

Од свих тих апстрактних машина, квантни рачунар вероватно највише обећава да ће револуционизирати рачунарство.
Логичке капије су честа апстракција која се може применити код већине дигиталних и аналогних парадигама.
Способност записивања и извршавања листе инструкције званих програми чини рачунаре екстремно свестраним, и чини их различитим од калкулатора. Тјурингова теза је математички израз те свестраности: сваки рачунар са минималном способношћу (који је Тјуринг-комплетан), у принципу, има способност извршавања истих задатака које било који други рачунар може да изврши. Стога, сваки тип рачунара (нетбук, суперрачунар, целуларни аутоматон, етц.) има способност извршавања истих рачунарских задатака, ако се дозволи довољно времена и капацитета меморије.

## Занимљивости
Наредне 1991. године планиран је развој рачунара на 32-битном процесору Интел 80486 (из 1989), први процесор са преко милион транзистора, међутим те исте године долази до распада и рата у СФРЈ након чега је отказан развој овог рачунара. Варијанте процесора 80486 довеле су до настанка процесора пете генерације Интел Пентиум (80586) који је представљен 1993. године.]]
- Први електронски дигитални програмабилни рачунар у свету је био британски Колос Мк 1 из јануара 1944. године.[9] Користио је велики број вакуумских цеви док му је основна намена била дешифровање немачких порука одашиљаних са крипто машине Енигма. О постојању овог рачунара јавност је први пут сазнала 1972. године када скинута ознака државне тајне са поверљивих пројекта из периода Другог светског рата.
- Након рата, 1946. године развија се први амерички електронски дигитални програмабилни рачунар ЕНИАК. Деценију касније, средином 1950-их, стручњаци у Институту „Винча” предвођени Тихомиром Алексићем, Рајком Томовићем, Ахмедом Манџићем и Вукашином Масникосом почињу са радом на развоју рачунарске технологије у Југославији.[7]
- ЦЕР (цифарски електронски рачунар) модел 10 први је дигитални рачунар направљен у СФРЈ. Његова производња је трајала од 1956. до 1960. године, једним делом у Институту „Винча”, а делом у Институту "Михајло Пупин". То је био први рачунар са електронским цевима, транзисторима и електронским релејима, који су до тада у Европи производили само Уједињено Краљевство, Западна Немачка, Француска и СССР. На челу пројекта за израду првог југословенског рачунара налазио се професор др Тихомир Алексић. Користила га је Савезна влада за обраду статистичких података.
- Први микропроцесор произвела је фирма Интел 1971. године и то је био четворобитни процесор са ознаком 4004. Годину дана касније (1972) иста компанија је произвела нови, осмобитни процесор 8008.
- Први персонални рачунар МИТС Алтаир 8800 у САД појавио се 1975. године. Пројектовали су га Ед Робертс и Бил Јетес, а био је намењен хобистима. Продавао се углавном преко часописа у деловима, за састављање, мада је постојала могућност куповине и састављеног рачунара. Сматра се да Алтаир покрену револуцију микрорачунара као први комерцијално успешан кућни рачунар.
- Стив Џобс и Стив Вознијак такође су се из хобија бавили рачунарима. Они су у Џобсовој гаражи развили рачунар који су назвали Apple I који се продавао састављен или у деловима, са упутством за састављање. Године 1977. представљен је нови модел, Apple II, који је укључивао тастатуру, напајање и могао да генерише графику у боји; године 1978. уведена је и јединица за дискете уместо магнетних касета. До 1983. године продато је милион ових рачунара, а наредне године још милион. Компанија коју су основали, Епл компјутерс, имала је најбржи раст у америчкој историји.
- Након успеха рачунара Apple II, и компанија „IBM” се упустила у посао с рачунарима заснованим на микропроцесору и развила сопствени микрорачунар под именом „IBM PC”. Рачунар је представљен 1981. године и убрзо је постао стандард око кога су бројне друге компаније дизајнирале своје рачунаре. Године 1983. „IBM" представља нови рачунар „IBM PC XT" (Extended Technology) с меморијом од 128 до 256 kB и диском од 10 MB. Наредне 1984. године „IBM" представља рачунар „AT" (Advanced Technology), базиран на Интеловом процесору 80286, коме је касније додат и копроцесор 80287. На основу IBM AT у Југославији биће представљен рачунар Лира PC-AT 1989. године.
- Први микрорачунар Лола 8 у Југославији развијен је у Институту ″Иво Лола Рибар″ 1982. године. Оригинално је дизајниран као индустријски контролер, а нако успеха Галаксије развија се модел 8А који је користио стандарду тастатуру и могао се наћи и по школама. Почетком 1980-их популарни рачунари су британски „ZX 80" и „ZX 81" (из 1981. године) (Клајв Синклер) и амерички Комодор 64 (из 1982. године). Ови рачунари су имали процесор, меморију и тастатуру. Као излазну јединицу користили су ТВ, за чување програма касетофон, а програмски језик био је Бејзик
- Први југословенски кућни рачунари „Галаксија" конструисао је Воја Антонић 1983. године.[10] Галаксија је постојала у две верзије. Комерцијалну верзију је производио и продавао школама „Завод за учила и наставна средства" у сарадњи са малом радионицом Електроник инжињерингом, док је „уради сам" верзија описана у специјалном издању часописа „Галаксија" под насловом „Рачунари у вашој кући". Први домаћи самосклапајући рачунар је кроз часопис „Галаксија" доживео огромну популарност и стигао у домове преко 8.000 људи.[10] Заснован је на осмобитном процесору Зилог Z80A, имао је 6 kb меморије, 4kb ROM-a а на екрану монитора или црно-белог телевизора могао је да испише 32x16 слова и 64x48 тачака. Парирао је рачунару „Синклер ZX81" из 1981. Један примерак „Галаксије″ налази се данас изложен у Музеју рачунара у Силицијумској долини, у Калифорнији.[11]
- „Галаксија" је отворила тржиште кућних рачунара у Југославији. Крајем 1980-их у земљи постоје неколико произвођача рачунара и компонента. Почињу се правити „PC" конфигурације са јачим процесорима. Тако 1989. године у анкети часописа „Свет компјутера" награду „Компјутерски гранд прикс 89" и титулу најбољег домаћег рачунара осваја Лира PC-AT из Еи Ниш, друго место осваја Бимар 400 из Биростроја Марибор, док треће место су делили ИРИС МУВ - Енергоинвест ИРИС, Сарајево и ВУК Синише Христова са сарадницима из Ниша.[12][13] Држава је у то време увела обавезан предмет „рачунарство и информатика" у гимназијама и стручним средњим школама у којима су новоформирани информатички кабинети били опремљени рачунарима домаће производње. Оснивају се први стручни часописи, док се на радију и телевизији емитују прве специјализоване емисије о рачунарима.
- У доба Југославије постојала су ограничења на увоз страних електронских уређаја како би се заштитила домаћа електронска индустрија која је запошљавала велики број људи. Иако су домаћи уређаји незнатно каскали за западним производима домаћа привреда је донекле хватала корак са светским технолошким решењима прилагођавајући потребе према могућностима југословенских потрошача. Захваљујући домаћој електронској индустрији током 1980-их у скоро сваком дому налазио се радио грамофон и телевизор, а ера рачунара, видео-рикордера (завршена 2016), радио касетофона и музичких линија је тек почињала.
- Управо је микрорачунар био носилац дигиталне револуције, односно треће индустријске револуције чије је главно обележје прелаз са аналогне на дигиталну технологију. Овим напретком настало је информатичко доба. Главни носиоци нових технолошких решења и комерцијалног успеха током овог раздобља су америчке компаније.
- Године 1992. Мајкрософт уводи оперативни систем Windows 3.1 и продаје преко 10 милиона примерка.
- Године 1993. заснивају се рачунари на процесору Пентиум, а 1997. године развија се Пентиум II. Овај процесор је касније модификован још у верзије Пентиум III и Пентиум IV, након чега су почели да се производе рачунари засновани на процесорима који унутар истог кућишта обједињују 2, 4 или 8 процесорских језгара.
- У августу 1995. године Мајкрософт уводи систем Windows 95 чиме покреће нову рачунарску револуције у складу са слоганом њиховог оснивача Била Гејтса: „рачунар на сваком столу у сваком дому". Те године у свету је продато 60 милиона рачунара, а 10 године касније 200 милиона. И скоро сваки је имао инсталиран Мајкрософтов оперативни систем. Тржиште рачунара достигло је врхунац 2011, са 360 милиона примерка. Од те године тржиште је у паду, јер су многи корисници рачунара заменили паметним телефонима и таблетима, односно Стив Џобсов iPhon-ом и iPad-ом. Током дигиталне револуције значајан допринос у развоју напајања код преносивих рачунара, таблета и паметних телефона имао је српски стручњак Дејан Илић, који се налазио на челу истраживачког тиму немачке компаније „Варта".[14]
- Тренутно најбржи суперрачунар на свету је кинески „Sunway TaihuLight" са 93 петафлопса (један петафлопс значи да рачунар може да изведе билијарду или хиљаду билиона операција у секунди).[15] Изградња овог суперрачунара као и све потребне инфраструктуре износила је 273 милиона америчких долара. На Балкану од 2015. године најбржи суперрачунар је „Авитохол" у „Институту за информатику и комуникационе технологије" у Софији са укупном процесорском снагом од 264 терафлопса (1 терафлопс = билион (10¹² - дуга скала) операција у секунди).[16] У Србији од 2014. године најбржи суперрачунар је „Парадокс IV" који се налази у „Институту за физику" у Земуну и има процесорску снагу од 110 терафлопса.[17][18] Компанија „IBM" је 2017. године завршила израду суперрачунара „Самит" који ће бити премештен током 2018. године у Оак националну лабораторију у Тенесију где ће заменити застарели Титан суперрачунар од 20 петафлопса који је почео са радом 2012.[19] „Самит" биће напајан електричном енергијом као и систем за његово хлађење јачине 15 MW - мегавата. Ова количине струје довољна је да снабде више од 12.000 домаћинства. Очекује се да достигне брзину од 150 - 300 петафлопса. У нову технолошку трку за развој суперрачунара значајним средствима укључила се ЕУ која знатно заостаје у односу на Кину и САД.[20]
- У исто време, Кина, САД, Јапан и ЕУ свака понаособ, увелико раде на изради егзоскејл суперрачунара, први рачунар брзине 1000 петафлопса (1 егзофлопс = хиљаду билијарди или милион билиона (или милијарду милијарда) операција у секунди.[21] Егзоскејл суперрачунар теоретски биће брз као људски мозак, а сматра се да за рад овог рачунара биће потребна количина електрична енергија коју може да произведе мања нуклеарна централа.

## Галерија
- Рачунар Iskra Delta Partner
- Персонални рачунар Wang 2200 PCS II